# دوک توماس (شخصیت خیالی)
دوک توماس (به انگلیسی: Duke Thomas) یک شخصیت خیالی ابرقهرمان در کتاب‌های کمیک منتشر شده توسط انتشارات دی سی کامیکس است. این شخصیت در سال ۲۰۱۴ میلادی توسط نویسنده اسکات اسنایدر و طراح گرگ کاپولو خلق شد. نخست او با نام مستعار رابین به فعالیت ابرقهرمانی می‌پرداخت ولی در سال ۲۰۱۸ و در کمیک بتمن و سیگنال او نام مستعار سیگنال را برای خود برگزید.
او آخرین شخصیتی است که به خانواده بتمن (بت فمیلی) اضافه شده‌است.

## تاریخچهٔ خیالی شخصیت
دوک توماس برای اولین بار در شماره ۲۱ ام جلد چهارم سری کمیک‌های بتمن نیو۵۲ به قلم نویسندهٔ توانا اسکات اسنایدر به صورت کودکی بینام نشان داده شد. این شخصیت در اولین حضور خود توسط شخصیت ابرقهرمان بتمن نجات داده شد. اولین باری که نام او در کمیک‌ها آمد، در شمارهٔ ۳۰ ام یعنی جلد پنجم سری کمیک‌های بتمن نیو۵۲ بوده‌است و گفته شد که در گذشته والدین او بروس وین یعنی بتمن را نجات داده بودند.